# Chamouilley
Chamouilley és un municipi francès situat al departament de l'Alt Marne i a la regió del Gran Est. L'any 2007 tenia 848 habitants.

## Demografia

### Població
El 2007 la població de fet de Chamouilley era de 848 persones. Hi havia 341 famílies de les quals 95 eren unipersonals (28 homes vivint sols i 67 dones vivint soles), 111 parelles sense fills, 111 parelles amb fills i 24 famílies monoparentals amb fills.
La població ha evolucionat segons el següent gràfic:
Habitants censats

### Habitatges
El 2007 hi havia 370 habitatges, 348 eren l'habitatge principal de la família, 1 era una segona residència i 21 estaven desocupats. 323 eren cases i 46 eren apartaments. Dels 348 habitatges principals, 241 estaven ocupats pels seus propietaris, 101 estaven llogats i ocupats pels llogaters i 6 estaven cedits a títol gratuït; 3 tenien una cambra, 15 en tenien dues, 63 en tenien tres, 126 en tenien quatre i 141 en tenien cinc o més. 202 habitatges disposaven pel capbaix d'una plaça de pàrquing. A 158 habitatges hi havia un automòbil i a 146 n'hi havia dos o més.

### Piràmide de població
La piràmide de població per edats i sexe el 2009 era:
| Homes | Edats   | Dones |
| ----- | ------- | ----- |
| 0     | 95 o +  | 0     |
| 0     | 90 a 94 | 8     |
| 4     | 85 a 89 | 4     |
| 8     | 80 a 84 | 8     |
| 12    | 75 a 79 | 20    |
| 12    | 70 a 74 | 24    |
| 16    | 65 a 69 | 12    |
| 32    | 60 a 64 | 28    |
| 4     | 55 a 59 | 20    |
| 20    | 50 a 54 | 20    |
| 36    | 45 a 49 | 40    |
| 24    | 40 a 44 | 32    |
| 44    | 35 a 39 | 40    |
| 28    | 30 a 34 | 44    |
| 40    | 25 a 29 | 32    |
| 16    | 20 a 24 | 8     |
| 28    | 15 a 19 | 24    |
| 40    | 10 a 14 | 56    |
| 20    | 5 a 9   | 16    |
| 24    | 0 a 4   | 24    |

## Economia
El 2007 la població en edat de treballar era de 577 persones, 409 eren actives i 168 eren inactives. De les 409 persones actives 346 estaven ocupades (195 homes i 151 dones) i 64 estaven aturades (24 homes i 40 dones). De les 168 persones inactives 54 estaven jubilades, 58 estaven estudiant i 56 estaven classificades com a «altres inactius».

### Ingressos
El 2009 a Chamouilley hi havia 350 unitats fiscals que integraven 809,5 persones, la mediana anual d'ingressos fiscals per persona era de 15.924 €.

### Activitats econòmiques
Dels 29 establiments que hi havia el 2007, 3 eren d'empreses extractives, 1 d'una empresa alimentària, 1 d'una empresa de fabricació d'elements pel transport, 3 d'empreses de fabricació d'altres productes industrials, 4 d'empreses de construcció, 6 d'empreses de comerç i reparació d'automòbils, 1 d'una empresa de transport, 2 d'empreses d'hostatgeria i restauració, 1 d'una empresa financera, 2 d'empreses immobiliàries, 3 d'empreses de serveis, 1 d'una entitat de l'administració pública i 1 d'una empresa classificada com a «altres activitats de serveis».
Dels 7 establiments de servei als particulars que hi havia el 2009, 1 era una oficina de correu, 1 guixaire pintor, 2 fusteries, 1 electricista, 1 perruqueria i 1 restaurant.
Dels 5 establiments comercials que hi havia el 2009, 1 era una botiga de més de 120 m², 1 una botiga de menys de 120 m², 2 carnisseries i 1 una joieria.

## Equipaments sanitaris i escolars
El 2009 hi havia una escola elemental.

## Poblacions més properes
El següent diagrama mostra les poblacions més properes.